# Primera Divisió 2011-2012
La Primera Divisió 2011-2012 è stata la 17ª edizione del campionato andorrano di calcio disputato tra il 18 settembre 2011 e il 22 aprile 2012 e concluso con la vittoria del Lusitans, al suo primo titolo.

## Formula
Al campionato, diviso in una fase di regular season e in una fase di playoff, hanno preso parte otto club. Durante la regular season le squadre si sono affrontate in gare di andata e ritorno per un totale di 14 partite.
Al termine di questa fase le prime quattro classificate hanno disputato fra loro un girone di playoff con gare di andata e ritorno.
Le ultime quattro classificate del campionato si sono affrontate invece fra loro in un girone di playout per stabilire le due retrocessioni: l'ultima classificata è retrocessa direttamente in Segona Divisió mentre la penultima sfida la seconda classificata del campionato di Segona Divisió per ottenere l'ultimo posto disponibile nella massima serie.
Le squadre qualificate alle coppe europee furono tre: la vincente partecipò alla UEFA Champions League 2012-2013, la seconda classificata e la vincitrice della Copa Constitució alla UEFA Europa League 2012-2013.

## Squadre partecipanti
| Squadra         | Città              | Stadio                            |
| --------------- | ------------------ | --------------------------------- |
| Rànger's        | Andorra La Vella   | Estadi Comunal d'Andorra la Vella |
| Engordany       | Escaldes-Engordany | Estadi Comunal d'Andorra la Vella |
| FC Santa Coloma | Santa Coloma       | Estadi Comunal d'Aixovall         |
| Inter Escaldes  | Escaldes           | Estadi Comunal d'Aixovall         |
| Lusitans        | Andorra la Vella   | Estadi Comunal d'Andorra la Vella |
| Principat       | Andorra la Vella   | Estadi Comunal d'Andorra la Vella |
| Sant Julià      | Aixovall           | Estadi Comunal d'Aixovall         |
| UE Santa Coloma | Santa Coloma       | Estadi Comunal d'Aixovall         |

## Stagione regolare
|  | Pos. | Squadra         | Pt | G  | V  | N | P  | GF | GS | DR  |
|  | ---- | --------------- | -- | -- | -- | - | -- | -- | -- | --- |
|  | 1.   | FC Santa Coloma | 32 | 14 | 10 | 2 | 2  | 51 | 9  | +42 |
|  | 2.   | Lusitans        | 31 | 14 | 9  | 4 | 1  | 40 | 12 | +28 |
|  | 3.   | UE Santa Coloma | 30 | 14 | 9  | 3 | 2  | 54 | 12 | +42 |
|  | 4.   | Sant Julià      | 28 | 14 | 8  | 4 | 2  | 47 | 14 | +33 |
|  | 5.   | Principat       | 12 | 14 | 3  | 3 | 8  | 17 | 27 | -10 |
|  | 6.   | Engordany       | 12 | 14 | 3  | 3 | 8  | 17 | 45 | -28 |
|  | 7.   | Inter Escaldes  | 10 | 14 | 3  | 1 | 10 | 13 | 51 | -38 |
|  | 8.   | Rànger's        | 3  | 14 | 1  | 0 | 13 | 8  | 77 | -69 |

Legenda:

      Ammessa ai play-off
      Ammessa ai play-out
Note:

Tre punti a vittoria, uno a pareggio, zero a sconfitta.

## Seconda fase
Le squadre mantengono i punti conquistati nella prima fase.

### Playoff
|                    | Pos. | Squadra         | Pt | G  | V  | N | P | GF | GS | DR  |
| ------------------ | ---- | --------------- | -- | -- | -- | - | - | -- | -- | --- |
| Andorra (bandiera) | 1.   | Lusitans        | 40 | 20 | 11 | 7 | 2 | 48 | 18 | +30 |
|                    | 2.   | FC Santa Coloma | 38 | 20 | 11 | 5 | 4 | 56 | 17 | +39 |
|                    | 3.   | UE Santa Coloma | 37 | 20 | 10 | 7 | 3 | 61 | 20 | +41 |
|                    | 4.   | Sant Julià      | 36 | 20 | 10 | 6 | 4 | 57 | 22 | +35 |

Legenda:

      Campione di Andorra e ammessa alla UEFA Champions League 2012-2013

      Ammessa alla UEFA Europa League 2012-2013

Note:

Tre punti a vittoria, uno a pareggio, zero a sconfitta.

### Playout
|  | Pos. | Squadra        | Pt | G  | V | N | P  | GF | GS  | DR  |
|  | ---- | -------------- | -- | -- | - | - | -- | -- | --- | --- |
|  | 1.   | Principat      | 27 | 20 | 8 | 3 | 9  | 32 | 32  | 0   |
|  | 2.   | Engordany      | 22 | 20 | 6 | 4 | 10 | 32 | 51  | -19 |
|  | 3.   | Inter Escaldes | 18 | 20 | 5 | 3 | 12 | 34 | 65  | -31 |
|  | 4.   | Rànger's       | 4  | 20 | 1 | 1 | 18 | 16 | 111 | -95 |

Legenda:

      Ammessa allo spareggio promozione-retrocessione

      Retrocessa in Segona Divisió

Note:

Tre punti a vittoria, uno a pareggio, zero a sconfitta.

## Spareggio
| Andorra La Vella 13 maggio 2012 | Inter Escaldes | 2 – 0 | Extremenya | Estadi Comunal d'Aixovall |

| Andorra La Vella 20 maggio 2012 | Extremenya | 0 – 1 | Inter Escaldes | Estadi Comunal d'Aixovall |

## Verdetti
- Campione di Andorra: FC Lusitanos
- Qualificato alla UEFA Champions League: FC Lusitanos
- Qualificato alla UEFA Europa League: FC Santa Coloma, UE Santa Coloma
- Retrocesse in Segona Divisió: FC Ranger's